# Kōhei Ōtsuka

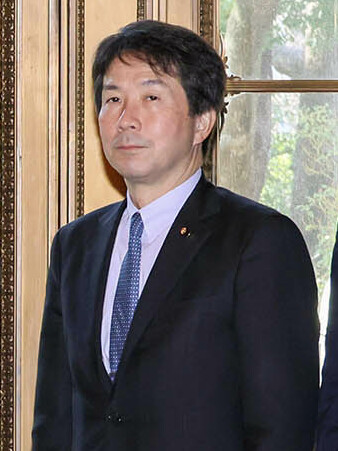
Kōhei Ōtsuka (2022)

Kōhei Ōtsuka (jap. 大塚 耕平, Ōtsuka Kōhei; * 5. Oktober 1959 in Nagoya, Präfektur Aichi) ist ein japanischer Politikwissenschaftler und Politiker, zuletzt der Demokratischen Volkspartei (Kokumin Minshutō). Von 2001 bis 2024 war er Abgeordneter im Sangiin, dem Oberhaus des nationalen Parlaments, für die Präfektur Aichi und war im Kabinett Hatoyama Vizeminister im Kabinettsbüro und im zum zweiten Mal umgebildeten Kabinett Kan im Ministerium für Gesundheit, Arbeit und Soziales. Von Oktober 2017 bis Mai 2018 war er zudem Vorsitzender der Demokratischen Fortschrittspartei.

## Leben
Ōtsuka wurde am 5. Oktober 1959 als Sohn eines ehemaligen Offiziers der Kaiserlich Japanischen Marine geboren und studierte bis 1983 an der politik- und wirtschaftswissenschaftlichen Fakultät der Waseda-Universität. Im Jahr 2000 promovierte er an deren sozialwissenschaftlichen Wirtschaftshochschule mit Schwerpunkt auf Public Policy und Makroökonomie. Von 1983 bis 2000 arbeitete er zudem in geldpolitischen und finanzwirtschaftlichen  Bereichen für die Bank of Japan und war dort unter anderem für die Finanzmarktregulierung und das Madoguchi Shidō verantwortlich.
2001 wechselte er in die Politik und wurde bei Oberhauswahl 2001 als Kandidat der Demokratischen Partei in der Präfektur Aichi (damals sechs Mandate, drei zur Wahl) ins Sangiin gewählt. Bei den folgenden Wahlen 2007, 2013 und 2019 konnte er seinen Sitz verteidigen. Seit 2005 lehrt er zusätzlich als Gastprofessor an der Graduiertenschule für Politikwisschenaft der Chūō-Universität sowie seit 2006 an der „Allgemeinen Forschungseinrichtung“ (総合研究機構 Sōgō kenkyū kikō) der Waseda-Universität.
Nach der Regierungsübernahme durch die Demokratische Partei 2009 war er zunächst im Kabinett Hatoyama einer von drei Staatssekretären (fuku-daijin, „Vizeminister“) im Kabinettsbüro, dann von Januar bis September 2011 im zum zweiten Mal umgebildeten Kabinett Kan zusammen mit Yōko Komiyama Staatssekretär im Ministerium für Gesundheit, Arbeit und Soziales (kurz MHLW). Im Kabinettsbüro war er u. a. für die „Dezentralisierungsreform“ (地域主権改革 Chiiki Shuken Kaikaku), die „Marktregulierungsreform“ (規制改革 Kisei Kaikaku) sowie das „Entführungsproblem“ (拉致問題 Rachi Mondai) zuständig. Nach dem Tōhoku-Erdbeben 2011 und der darauf folgenden Nuklearkatastrophe von Fukushima leitete er die Maßnahmen, die das MHLW angesichts der ausgetretenen Radioaktivität ergriff und war für die Überwachung von Lebensmitteln und des Leitungswassers verantwortlich, um deren Kontamination zu vermeiden. Daraufhin war er von September 2011 bis Oktober 2012 Vorsitzender des „Sonderausschusses für das Entführungsproblem und zugehörigen Angelegenheiten“ (北朝鮮による拉致問題等に関する特別委員会 Kitachōsen ni yoru rachimondai-tō ni kansuru tokubetsu iinkai) des Oberhauses. Seit der Fusion von Demokratischer Partei und Ishin no Tō im März 2016 gehört er der daraus hervorgegangenen Demokratischen Fortschrittspartei an.
Am 31. Oktober 2017 wurde Ōtsuka nach dem Rücktritt des Minshintō-Vorsitzenden Seiji Maehara nach der Unterhauswahl 2017 ohne Gegenkandidat einstimmig zu dessen Nachfolger gewählt. Seine Amtszeit war zunächst für den Zeitraum bis Ende September 2018 angesetzt. Ōtsuka äußerte seit seiner Ernennung den Wunsch zur Bildung einer neuen Partei, um die zersplitterte Opposition zu vereinigen. Im April 2018 wurden diese Pläne konkretisiert und Ōtsuka konnte den Kibō-no-Tō-Vorsitzenden Yūichirō Tamaki, dessen Parteimitglieder ursprünglich größtenteils zur Minshintō gehört hatten, von einer Vereinigung ihrer Parteien überzeugen. Andere Oppositionsparteien sowie mehrere Kibō- und Minshintō-Mitglieder lehnten eine Teilnahme an diesem Vorhaben jedoch ab, weshalb sich letztendlich nur 62 Abgeordnete der im Mai 2018 gegründeten „Volksdemokratischen Partei“ (国民民主党 Kokumin Minshutō) anschlossen. Ōtsuka fungierte zusammen mit Tamaki bis zur Wahl eines Parteivorsitzenden im September 2018 als Ko-Vorsitzender. Er selbst trat bei der Wahl nicht an und unterstützte Tamaki, der schließlich deutlich gegen Keisuke Tsumura zum Vorsitzenden gewählt wurde. Tamaki ernannte Ōtsuka daraufhin neben Motohisa Furukawa zu einem der stellvertretenden Vorsitzenden (daihyō-daikō).
Mit Wirkung zum 5. November 2024 trat Ōtsuka als Abgeordneter zurück, um sich bei der durch Takashi Kawamuras Wechsel in die Nationalpolitik nötig gewordenen Bürgermeisterwahl in Aichis Hauptstadt Nagoya für dessen Nachfolge zu bewerben. Ōtsukas unabhängige Kandidatur wurde von den etablierten großen nicht kommunistischen Nationalparteien LDP, KDP, Kōmeitō und DVP unterstützt. Mit rund 36 % der Stimmen unterlag er dem von Kawamuras Parteien (Hoshu, Genzei) unterstützten ehemaligen Vizebürgermeister Ichirō Hirosawa (53 %).

## Veröffentlichungen (Auswahl)
- 公共政策としてのマクロ経済政策 - 財政赤字の発生と制御のメカニズムに関する考察 (Kōkyō seisaku to shite no makuro keizai seisaku – zaisei akaji no hassei to seigyo no mekanizumu ni kansuru kōsatsu; Dissertation) Seibundō 2004, ISBN 978-4-7923-4186-2.
- ジャパン・ミッシング - 消えた日本、再生のカギを考える (Japan misshingu – Kieta nihon, saisei no kagi o kangaeru) Ōpun Narejji Sha 2008, ISBN 978-4-902444-72-8.
- 弘法さんかわら版 - 弘法大師の生涯と覚王山 (Kōbō-san kawaraban – Kōbōdaishi no shōgai to kakuōzan) Daihōrinkaku 2008, ISBN 978-4-8046-1277-5.
- 3.11大震災と厚労省 - 放射性物質の影響と暫定規制 (Santenichiichi dashinsai to kōrōshō – hōshaseibusshitsu no eikyō to zantei kisei) Maruzen 2012, ISBN 978-4-621-08516-5.
- 仏教通史 -「弘法さんかわら版」講座 (Bukkyō tsūshi – „Kōbō-san kawaraban“ kōza) Daihōrinkaku 2015, ISBN 978-4-8046-1377-2.
- 「賢い愚か者」の未来:政治、経済、歴史、科学、そして人間 ―「深層」へのアプローチ („Kashikoi orokamono“ no mirai: Seiji, keizai, rekishi, kagaku, soshite ningen ― „Shinsō“ e no apurōchi) Waseda-Daigaku-Shuppan-bu 2018, ISBN 978-4-657-18001-8.